# Johann Lange (Hofmaler)
Johann Lange (geboren vor 1558; gestorben nach 1571) war ein fürstlicher Hofmaler und Goldschmied in Gotha. Er entwarf Grabmale für das hessische Fürstenhaus u. a. in Weimar.

## Leben
Lange erhielt im Jahr 1558 durch Herzog Johann Friedrich den Mittleren eine finanzielle Unterstützung von 100 Fl., damit er bei Frans Floris in Antwerpen eine Ausbildung absolvieren und das Malen und Konterfeien erlernen konnte. Nach seiner Rückkehr wurde er 1563 neben dem bereits dort beschäftigten Peter Gottlandt fest als zweiter Hofmaler angestellt und mit jährlich 30 Fl., einem Erfurter Malter Korn, sowie einer Sommerhofkleidung versehen.

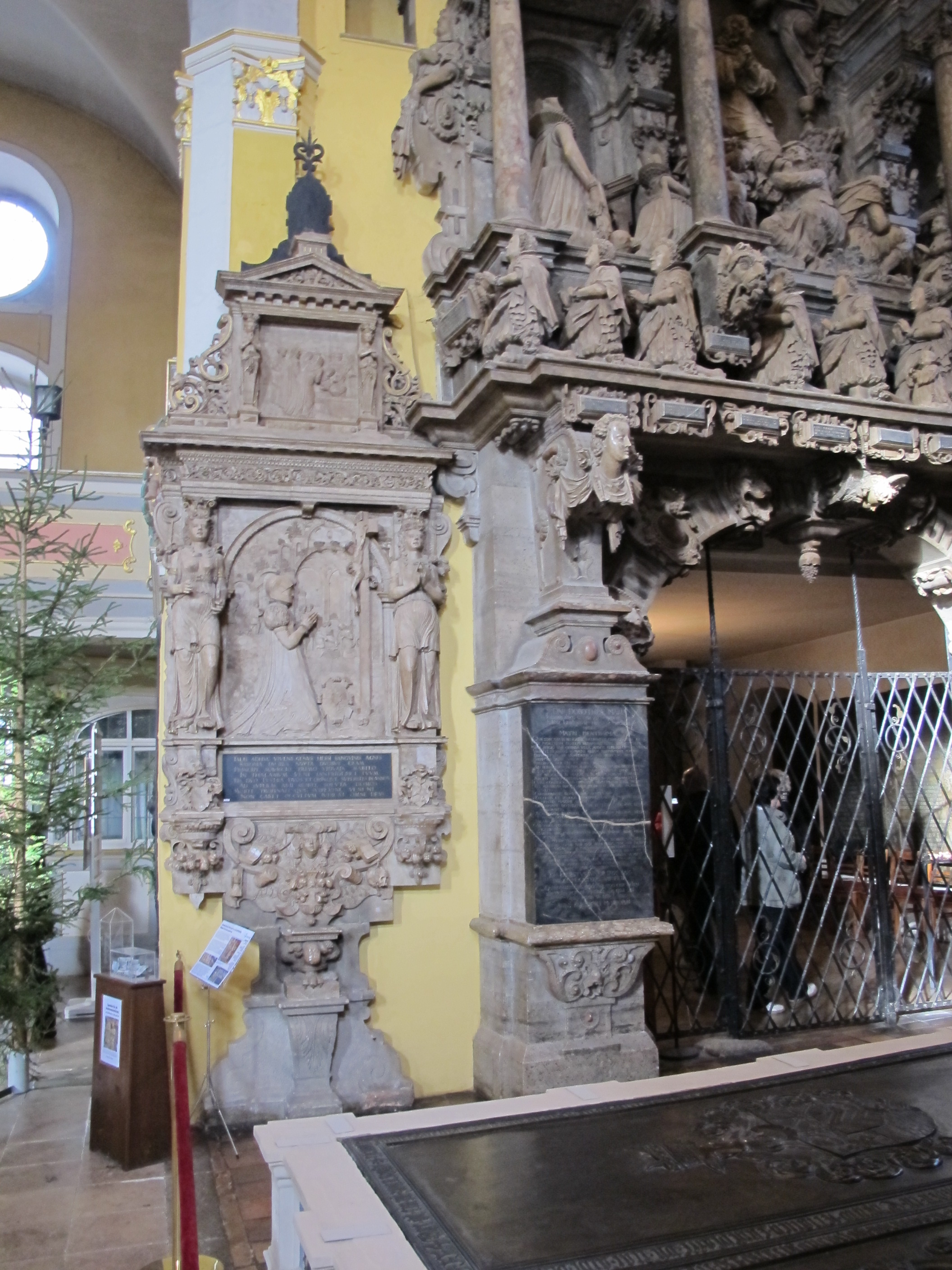
Stadtkirche Weimar, Epitaph der Herzogin Agnes von Hessen

Er stellte im Jahr 1571 den Entwurf für das alabasterne Epitaph und die bronzene Grabplatte der Herzogin Agnes von Hessen († 1555, zuvor vermählt mit dem Kurfürsten Moritz von Sachsen) in der Stadtkirche Weimar. Er entwarf zudem das Epitaph und die Grabplatte für Johann Friedrich III., den jung verstorbenen jüngsten Sohn Johann Friedrichs des Großmütigen, an deren Ausführung und Entwurf der Bildhauer Sebastian Gromann mitwirkte.
Das Werkverzeichnis-Nr.: CC-POR-450-004 in der Wartburg-Stiftung Eisenach, Inv. Nr. M.0037 weist ein Triptychon mit den drei sächsischen Kurfürsten aus: Johann der Beständige (links), Friedrich der Weise (Mitteltafel) und Johann Friedrich der Großmütige (rechts) als Halbfiguren. Bei dem Bild des Kurfürsten Friedrich der Weise rechts neben der Schulter bezeichnet mit ligiertem Monogramm ILG (Johann Lange aus Gotha, Hofmaler bei Johann Friedrich dem Mittleren) und datiert 1566, die links neben ihm befindliche Vase zusätzlich bezeichnet mit den Buchstaben IPR. Das Triptychon wurde 1936 aus der Kunstsammlung in Gotha angekauft. Es handelt sich, wie Wilhelm Junius angibt, um mittelmäßig ausgeführte Kopien nach Lucas Cranach.